# Amorphophallus smithsonianus
Amorphophallus smithsonianus är en kallaväxtart som beskrevs av Sivadasan. Amorphophallus smithsonianus ingår i släktet Amorphophallus och familjen kallaväxter. Inga underarter finns listade.